# České turistické trasy v Banátu

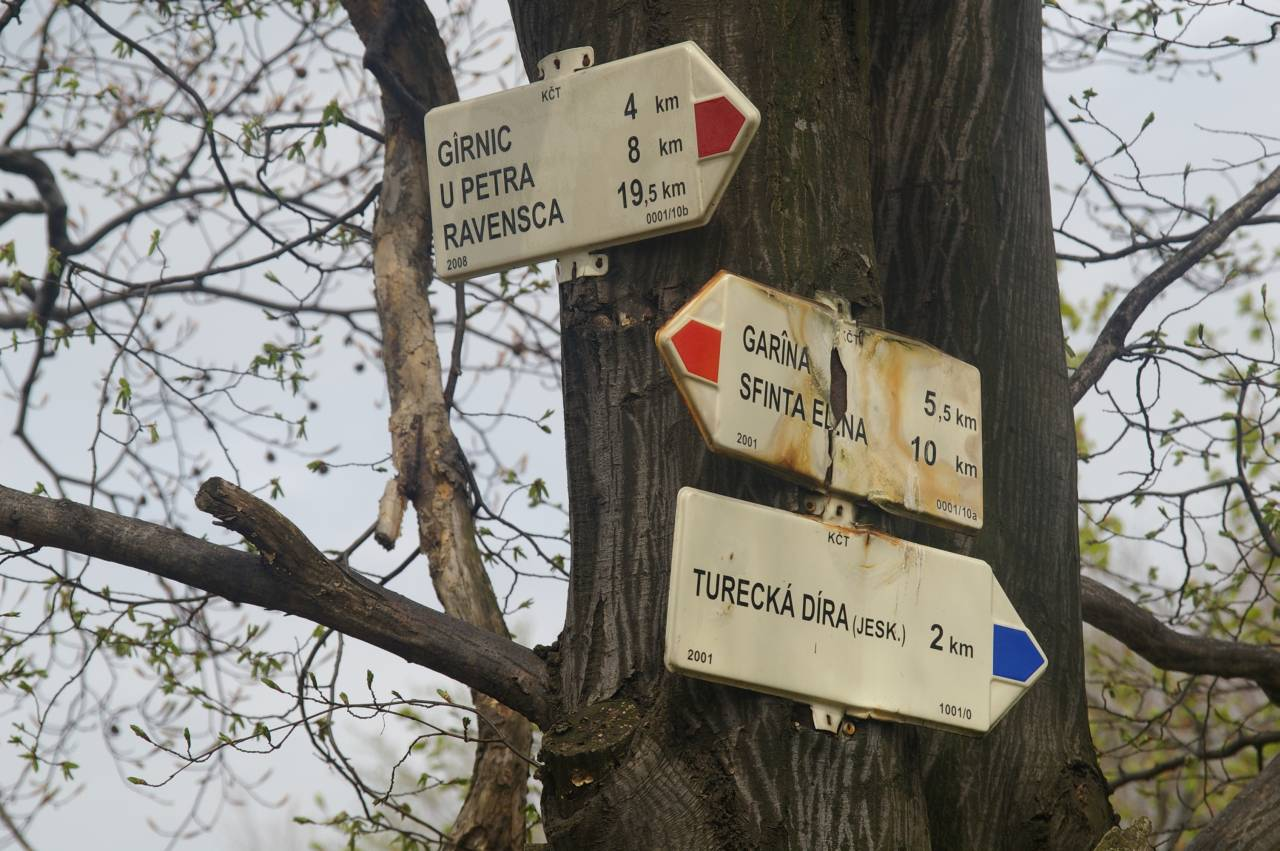
Rozcestí Klubu českých turistů mezi Gernikem a Svatou Helenou

Pěší turistické značení v Banátu v oblastech obývaných českou menšinou vyznačili značkaři Klubu českých turistů ve spolupráci s cestovní kanceláří Kudrna a společností Člověk v tísni. 
V letech 2000–2001 bylo značenými trasami o délce asi 100 km propojeno pět ze šesti českých vesnic v oblasti  (Svatá Helena, Gerník, Bígr, Rovensko a Eibentál). 
V letech 2004–2005 Ivo Dokoupil (novinář a fotograf spolupracující se společností Člověk v tísni), nakladatel Aram Herrmann a Nána Nedbalová v oblasti vyznačili dalších 150 km tras.
V roce 2011 bylo vyznačeno dalších 80 km modré turistické trasy mezi vesnicemi Šumice a Rovensko se zelenou odbočkou na nejvyšší horu oblasti, Svinecea Mare. Trasu vyznačili Zdeněk Frélich, Veronika Fišerová, Eva Krásenská a Petr Goliáš.
V minulosti se čeští značkaři údajně angažovali i v atraktivní oblasti pohoří Ceahlău ve Východních Karpatech, kde jsou značky malovány podle českých standardů. [zdroj?]